# Fernando Calmell del Solar
José Fernando Calmell del Solar Zúñiga (Huancayo, 28 de julio de 1922 - Lima, 22 de noviembre de 1994) fue un ingeniero agrónomo y político peruano. Fue el primer alcalde de la provincia de Huancayo elegido mediante sufragio universal y ejerció ese cargo entre 1963 y 1969. También fue senador de la república en el periodo 1980-1985, durante el segundo gobierno de Fernando Belaúnde Terry.

## Trayectoria
Fernando Calmell del Solar nació en la ciudad de Huancayo en Junín, el 28 de julio de 1922. Fue hijo de Javier Luis Calmell del Solar y de María Teresa Zúñiga Morote.
Es ingeniero agrónomo de profesión.
Se casó con Nélida Díaz Somosierra y tuvieron 4 hijos, siendo Javier Calmell del Solar, Martha Calmell del Solar, José Luis Calmell del Solar y Eduardo Calmell del Solar, quien este último ejerció posteriormente como diputado por Acción Popular.
En la política se inició como militante y cofundador de Acción Popular, partido político liderado por el arquitecto Fernando Belaúnde Terry.
Su primera participación electoral se dio en las elecciones municipales del año 1963, donde postuló a la alcaldía de la provincia de Huancayo por la coalición entre Acción Popular y el Partido Demócrata Cristiano, obteniendo el triunfo como alcalde de Huancayo.
Tentó la reelección en las elecciones del año 1966 pero fue derrotado por el candidato Félix Ortega Arce de la coalición entre el Partido Aprista Peruano y la Unión Nacional Odriísta.
En las elecciones generales de 1980 se presentó como candidato al Senado del Congreso de la República por Acción Popular, obteniendo la representación y siendo juramentado para el periodo parlamentario 1980-1985.
Culminando su gestión, intentó sin éxito ser reelegido en las elecciones del año 1985 y luego en las elecciones de 1990 por el Frente Democrático.

## Fallecimiento
El 22 de noviembre de 1994, Fernando Calmell del Solar falleció a los 72 en la ciudad de Lima.